# Dichapetalum arachnoideum
Dichapetalum arachnoideum är en tvåhjärtbladig växtart som beskrevs av Franciscus Jozef Breteler. Dichapetalum arachnoideum ingår i släktet Dichapetalum och familjen Dichapetalaceae. Inga underarter finns listade i Catalogue of Life.